# 伐二
伐二(獵戶座θ2，θ2 Ori) 是在星座獵戶座的多星系統。它距離更著名的鄰居獵戶四邊形星團，也被稱為獵戶座θ1，只有幾弧分。

## 成員

在獵戶座大星雲內的三合星：伐二（獵戶座θ^{2}）。

伐二由三顆恆星組成，每顆恆星距離下一顆恆星大約1弧分。除了眾所周知的三顆恆星之外，華盛頓雙星目錄令人困惑地列出了一個成員D，實際上是獵戶座θ1C（θ1 Orionis C）。
該地區還有一顆比10等更亮的恆星：獵戶座V1073。它是一顆B9.5的獵戶型變星，伐二B和C成等邊三角形的（正三角形）。
奇怪的是，伐二C在華盛頓雙星目錄中以S490的名義成為另一個條目。伴星等，實際上位於伐二B和獵戶座1073之間的一顆10等星。
伐二A與著名的獵戶四邊形星團（獵戶座θ1）的腳距離只有2弧分。儘管有這些名字，但伐二A比四邊形星團中最亮的恆星略亮些。雙星和聚星星表中列出伐二和獵戶座θ1所屬的系統有13顆成員。
在同一領域有數十顆更暗淡的恆星，其中許多是仍然在獵戶座分子雲複合體內形成中主序前星。

## 性質
主星伐二A是顆5等的O型次巨星，亮度是太陽的100,000倍。儘管認為他的年齡還不到200萬年的，但光譜類型表明它正在遠離主序帶。光譜特性可能與自身鄰近的伴星有關，也可能是由恆星極端年輕引起的。
6等的伴星伐二B是一顆早期的B型主序星，表面溫度接近30,000 K，光度是太陽的10,000倍以上。
另一顆伴星伐二C是另一顆B型主序星，但溫度較低，光度不到太陽的一千倍。

## 伐二A的系統
伐二 A本身就是一個三合星系統。它的光譜線被觀察到週期性地改變位置，表明有軌道運動。第一個軌道是在1924年得出的，顯示週期為21天，並且是一個相當偏心的軌道。
斑點干涉測量已經解決了大約0.3"外的伴星，大約147天文單位。 高解析度光譜顯示，有一個更近的伴星，距離主星只有約0.47天文單位，因此總共有三顆恆星。兩顆伴星都被認為是早期A或晚期B，質量為7-9 M☉。這有助於解釋O9.5恆星在這個距離上的高質量和視覺光度。這三顆恆星的質量與光譜為O5.5的獵戶θ1 C幾乎相同，而在視覺上甚至更亮。
獵戶θ2 A還顯示了無法解釋的快速可變X射線發射。X射線不能以標準的機制解釋，例如來自看不見同伴的聯星碰撞風或恆星日冕的發射。